# NGC 677
NGC 677 est une galaxie elliptique située dans la constellation du Bélier. NGC 677 a été découverte par l'astronome américain Lewis Swift en 1886.

## Caractéristiques
Sa vitesse par rapport au fond diffus cosmologique est de 4 487 ± 20 km/s, ce qui correspond à une distance de Hubble de 70,6 ± 5,0 Mpc (∼230 millions d'al).
À ce jour, une mesure non basée sur le décalage vers le rouge (redshift) donne une distance d'environ 75,500 Mpc (∼246 millions d'al). Cette valeur est à l'intérieur des valeurs de la distance de Hubble. Notons que c'est avec la valeur moyenne des mesures indépendantes, lorsqu'elles existent, que la base de données NASA/IPAC calcule le diamètre d'une galaxie et qu'en conséquence le diamètre de NGC 677 pourrait être d'environ 43,9 kpc (∼143 000 al) si on utilisait la distance de Hubble pour le calculer.
NGC 677 est une galaxie active à raies d’émissions optiques étroites(NLAGN). 

## Groupe d'IC 1723
La galaxie NGC 677 fait partie du groupe d'IC 1723,. Outre IC 1723, les principales galaxies de ce groupe sont NGC 665, NGC 671, NGC 673, NGC 677, NGC 683, IC 156 et IC 162. Certaines galaxies (entre autres NGC 683) de ce groupe apparaissent dans le groupe de NGC 673 inscrit dans la liste de l'article de Garcia, d'autres (NGC 671 et NGC 677 entre autres) dans le groupe de NGC 671 inscrit dans l'article de Mahtessian. Toutes les galaxies de ces deux groupes ont été réunies dans le seul groupe d'IC 1723, la plus grosse des galaxies du groupe.